# Quận Linn, Oregon
Quận Linn là một quận nằm trong tiểu bang Oregon. Nó được đặt tên để vinh danh Lewis F. Linn, một thượng nghị sĩ từ Missouri đã hô hào kêu gọi Hoa Kỳ nên chiếm đóng Xứ Oregon. Năm 2000, dân số của quận là 103.069. Quận lỵ của nó là Albany.

## Địa lý

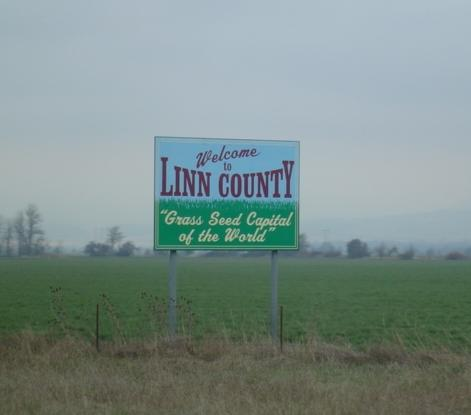
Bảng chào mừng khách đến thăm quận.

Theo Cục điều tra dân số Hoa Kỳ, quận có tổng diện tích là 2.310 dặm vuông (5.983 km²) trong đó đất chiếm 2.292 dặm vuông (5.937 km²) và đất chiếm 18 dặm vuông (47 km²) hay 0,78%.
Trọng tâm dân số của Oregon theo Điều tra dân số Hoa Kỳ năm 2000 là nằm trong quận, phía nam của Lyons ở tọa độ 44°43′56″B 122°34′46″T / 44,732273°B 122,579524°T.

### Các quận giáp ranh
- Quận Marion, Oregon - (bắc)
- Quận Benton, Oregon - (tây)
- Quận Lane, Oregon - (nam)
- Quận Deschutes, Oregon - (đông)
- Quận Jefferson, Oregon - (đông)
- Quận Polk, Oregon - (tây bắc)

## Lịch sử
Ngày 28 tháng 12 năm 1847 Lập pháp Lâm thời thành lập Quận Linn từ phần phía nam của Quận Champoeg (sau này thành Quận Marion). Ranh giới được thay đổi vào những năm 1851 và 1854 với việc thành lập Quận Lane và Quận Wasco. Quận lỵ ban đầu nằm ở Calapooia (sau này trở thành Brownsville) nhưng vào năm 1851, Lập pháp Lãnh thổ thông qua một đạo luật lập Albany thành quận lỵ. Một kỳ bầu cử đặc biệt vào năm 1856 tái xác nhận Albany là quận lỵ.

## Các cộng đồng

### Các thành phố hợp nhất
| - Albany (cũng có một phần nằm trong Quận Benton) - Brownsville - Gates - Halsey - Harrisburg | - Idanha (một phần nằm trong Quận Marion) - Lebanon - Lyons - Mill City - Millersburg | - Scio - Sodaville - Sweet Home - Tangent - Waterloo |

### Các cộng đồng chưa hợp nhấtvà nhữngnơi ấn định cho thống kê
| - Cascadia - Crabtree - Crawfordsville | - Marion Forks - Shedd - South Lebanon |